# بارتشوفتسي
بارتشوفتسي (بالبلغارية: Парчовци)‏ قرية تقع إدارياً ضمن مقاطعة غابروفو في بلغاريا. ويبلغ عدد سكانها 20 نسمة حسب تعداد 15 مارس 2015. تعتمد بارتشوفتسي للبريد على الرمز البريدي 5344.